# Miss República Dominicana 1958
El certamen Concurso Nacional de Belleza Señorita República Dominicana se celebró por primera vez el 3 de diciembre de 1958. Había 24 delegadas en el concurso. El desfile fue sede en el palacio federal. La ganadora estaría en el lujo en la ciudad de San Felipe de Puerto Plata. El desfile original estuvo en 1928 fueron ellos coronarían a un delegado de una provincia. Canceló en 1930 cuando Trujillo llegó a ser líder.

## Resultados
| Resultados                         | Candidatas |
| ---------------------------------- | --- |
| Señorita República Dominicana 1958 | Espaillat - Julia Acosta |
| Primera Finalista                  | Jarabacoa - Angélica Rosario |
| Segunda Finalista                  | San Rafael - Fausta Espinal |
| Semi-finalistas                    | Azua - Rosario de las Palmas Barahona - Germania Ruíz José Trujillo Valdéz - Myriam Villanueva Pedernales - Ana Echavarria Puerto Plata - María Rosario Salcedo - Cristina de Jesús Santiago - Sandra Medina |

## Candidatas
| Representa           | Candidata                           |
| -------------------- | ----------------------------------- |
| Azua                 | Rosario Sarah de Las Palmas Corona  |
| Bahoruco             | Eva Isaura Ferro Wendon             |
| Barahona             | Germania Reyna Ruíz Xavier          |
| Benefactor           | Carolina Soraima Delerion Peralta   |
| Distrito Nacional    | Aimeé Catarina Ynoa Mena            |
| Duarte               | Sofia Desireé Melo Duvergé          |
| Espaillat            | Julia Cesarina Acosta Marrón        |
| Jarabacoa            | Angélica María Rosario Mota         |
| José Trujillo Valdéz | Myriam Cassandra Villanueva Rojas   |
| La Altagracia        | María José Tejada Quirós            |
| La Vega              | Altagracia Teresita Ramos Rodríguez |
| Libertador           | Marina Serina Ureña Vargas          |
| Monte Cristi         | Mariana Angelita Reyes Albono       |
| Pedernales           | Ana Silvana Echavarria Abreu        |
| Puerto Plata         | María Altagracia Rosario Ureña      |
| Salcedo              | Cristina Luiza de Jesús Toronja     |
| Samaná               | Carina Alejandra Hidalgo Sobrano    |
| San Pedro de Macorís | Janet Laura Zamora Peña             |
| San Rafael           | Fausta Espinal Camacho              |
| Santiago             | Sandra Alejandrina Medina Mateo     |
| Santiago Rodríguez   | Manuela María Abreu Bienvenido      |
| Seibo                | María Reyni Colón Ramos             |
| Trujillo             | Ana María Zaragoza Tarros           |
| Valverde             | María Johanna Tarragona Acosta      |